# Палау на Светском првенству у атлетици у дворани
Палау је до сада шест пута самостално учествовала на Светским првенствима у дворани. Дебитовалаје на 10. Светском првенству 2004. у Будимпешти. и од тада са прекидима учествовала је шест пута.
На светским првенствима у дворани представници Палауа нису освајали медаље, тако да се после Светског првенства 2018. на вечној табели освајача медаља налази на 83. месту у групи земаља које нису освајале медаље. Исто тако атлетичари Палауа никад нису били финалисти неке од дисциплина (првих 8 места), па никад нису били ни на табелама успешности појединих првенстава.
| Место | СП у дворани |   |   |   |   |
| =<83  | Палау        | 0 | 0 | 0 | 0 |

Најбољи пласман на светским првенствима у дворани имали су;
Код жена: Колин Гибонс — 2012. 8 место у 5. гр. квалификација на 60 метара.
Код мушкараца: Расел Роман — 2004. 4 место у 6. гр. квалификација на 200 метара.

## Освајачи медаља на светским првенствима у дворани
Нису освајане медаље

## Учешће и освојене медаље Палауа на светским првенствима у дворани
| Учешће и освојене медаље Палауа СП | Учешће и освојене медаље Палауа СП             | Учешће и освојене медаље Палауа СП             | Учешће и освојене медаље Палауа СП             | Учешће и освојене медаље Палауа СП             | Учешће и освојене медаље Палауа СП             | Учешће и освојене медаље Палауа СП             | Учешће и освојене медаље Палауа СП             | Учешће и освојене медаље Палауа СП             | Учешће и освојене медаље Палауа СП             | Учешће и освојене медаље Палауа СП             | Учешће и освојене медаље Палауа СП             | Учешће и освојене медаље Палауа СП             | Учешће и освојене медаље Палауа СП             | Учешће и освојене медаље Палауа СП             | Учешће и освојене медаље Палауа СП             | Учешће и освојене медаље Палауа СП             | Учешће и освојене медаље Палауа СП             |
| СП                                 | Учесника                                       | Муш.                                           | Жене                                           | дисц.                                          |                                                |                                                |                                                |                                                | Пласман                                        | 4. М                                           | 5. М                                           | 6. М                                           | 7. М                                           | 8. М                                           | УК фин.                                        | Пл. ТУ                                         | Детаљи                                         |
| ---------------------------------- | ---------------------------------------------- | ---------------------------------------------- | ---------------------------------------------- | ---------------------------------------------- | ---------------------------------------------- | ---------------------------------------------- | ---------------------------------------------- | ---------------------------------------------- | ---------------------------------------------- | ---------------------------------------------- | ---------------------------------------------- | ---------------------------------------------- | ---------------------------------------------- | ---------------------------------------------- | ---------------------------------------------- | ---------------------------------------------- | ---------------------------------------------- |
| 1987.—1995.                        | Није учествовала јер није била незавина држава | Није учествовала јер није била незавина држава | Није учествовала јер није била незавина држава | Није учествовала јер није била незавина држава | Није учествовала јер није била незавина држава | Није учествовала јер није била незавина држава | Није учествовала јер није била незавина држава | Није учествовала јер није била незавина држава | Није учествовала јер није била незавина држава | Није учествовала јер није била незавина држава | Није учествовала јер није била незавина држава | Није учествовала јер није била незавина држава | Није учествовала јер није била незавина држава | Није учествовала јер није била незавина држава | Није учествовала јер није била незавина држава | Није учествовала јер није била незавина држава | Није учествовала јер није била незавина држава |
| 1995.—2004.                        | Није учествовала                               | Није учествовала                               | Није учествовала                               | Није учествовала                               | Није учествовала                               | Није учествовала                               | Није учествовала                               | Није учествовала                               | Није учествовала                               | Није учествовала                               | Није учествовала                               | Није учествовала                               | Није учествовала                               | Није учествовала                               | Није учествовала                               | Није учествовала                               | Није учествовала                               |
| 2004. Будимпешта                   | 1                                              | 1                                              | 0                                              | 1                                              | 0                                              | 0                                              | 0                                              | 0                                              | -                                              | 0                                              | 0                                              | 0                                              | 0                                              | 0                                              | 0                                              | 0                                              | [ 1 ]                                          |
| 2006. Москва                       | 1                                              | 1                                              | 0                                              | 1                                              | 0                                              | 0                                              | 0                                              | 0                                              | -                                              | 0                                              | 0                                              | 0                                              | 0                                              | 0                                              | 0                                              | 0                                              | [ 2 ]                                          |
| 2008. Валенсија                    | 1                                              | 1                                              | 0                                              | 1                                              | 0                                              | 0                                              | 0                                              | 0                                              | -                                              | 0                                              | 0                                              | 0                                              | 0                                              | 0                                              | 0                                              | 0                                              | [ 3 ]                                          |
| 2010. Доха                         | 1                                              | 1                                              | 0                                              | 1                                              | 0                                              | 0                                              | 0                                              | 0                                              | -                                              | 0                                              | 0                                              | 0                                              | 0                                              | 0                                              | 0                                              | 0                                              | [ 4 ]                                          |
| 2012. Истанбул                     | 2                                              | 1                                              | 1                                              | 2                                              | 0                                              | 0                                              | 0                                              | 0                                              | -                                              | 0                                              | 0                                              | 0                                              | 0                                              | 0                                              | 0                                              | 0                                              | [ 5 ]                                          |
| 2014. Сопот                        | Није учествовала'                              | Није учествовала'                              | Није учествовала'                              | Није учествовала'                              | Није учествовала'                              | Није учествовала'                              | Није учествовала'                              | Није учествовала'                              | Није учествовала'                              | Није учествовала'                              | Није учествовала'                              | Није учествовала'                              | Није учествовала'                              | Није учествовала'                              | Није учествовала'                              | Није учествовала'                              | Није учествовала'                              |
| 2016. Портланд                     | 1                                              | 1                                              | 0                                              | 1                                              | 0                                              | 0                                              | 0                                              | 0                                              | -                                              | 0                                              | 0                                              | 0                                              | 0                                              | 0                                              | 0                                              | 0                                              | [ 6 ]                                          |
| 2018. Бирмингем                    | Није учествовала'                              | Није учествовала'                              | Није учествовала'                              | Није учествовала'                              | Није учествовала'                              | Није учествовала'                              | Није учествовала'                              | Није учествовала'                              | Није учествовала'                              | Није учествовала'                              | Није учествовала'                              | Није учествовала'                              | Није учествовала'                              | Није учествовала'                              | Није учествовала'                              | Није учествовала'                              | Није учествовала'                              |
| Укупно (6)                         | 7                                              | 6                                              | 1                                              |                                                | 0                                              | 0                                              | 0                                              | 0                                              | -                                              | 0                                              | 0                                              | 0                                              | 0                                              | 0                                              | 0                                              | 0                                              |                                                |

## Преглед учешћа спортиста Палауа и освојених медаља по дисциплинама на СП у дворани
Стање после СП 2018.
| Дисциплина | Период | Период   | Укупно | Мушки | Жене |   |   |   |   |
| Дисциплина | Прво   | Последње | Укупно | Мушки | Жене |   |   |   |   |
| ---------- | ------ | -------- | ------ | ----- | ---- | - | - | - | - |
| 60 м       | 2008.  | 2016.    | 4      | 3     | 1    | 0 | 0 | 0 | 0 |
| 200 м      | 2004.  | 2004.    | 1      | 1     | 0    | 0 | 0 | 0 | 0 |
| 400 м      | 2006.  | 2006.    | 1      | 1     | 0    | 0 | 0 | 0 | 0 |
| Укупно (3) |        |          | 6      | 5     | 1    | 0 | 0 | 0 | 0 |

Разлика у горње две табеле за 1 учесника настала је у овој табели јер је сваки такмичар без обзира колико је пута учествовао на првенствима и у колико разних дисциплина на истом првенству, рачунат само једном.

## Национални рекорди постигнути на светским првенствима у дворани
| Дисцилина             | Нови рекорд | Атлетича/ка    | Датум, Место             | Стари рекорд | Атлетича/ка   | Датум, Место            |
| --------------------- | ----------- | -------------- | ------------------------ | ------------ | ------------- | ----------------------- |
| Трка на 200 метара, м | 23,68       | Расел Роман    | 6. 3. 2004. Будимпешта   |              |               |                         |
| Трка на 400 метара, м | 21.83       | Николас Манхам | 10. 3. 2006. Москва      |              |               |                         |
| Трка на 60 метара, м  | 7,45        | Лион Менглој   | 12. март. 2010. Доха     |              |               |                         |
| Трка на 60 метара, ж  | 7,20        | Родман Телтул  | 9. март. 2012. Истанбул  | 7,45         | Лион Менглој  | 12. март. 2010. Доха    |
| Трка на 60 метара, м  | 6,94        | Родман Телтул  | 18. март. 2016. Портланд | 7,20         | Родман Телтул | 9. март. 2012. Истанбул |

## Занимљивости
- Најмлађи учесник — мушкараци: Родман Телтул, 18 год и 40 дана (2012)
- Најмлађи учесник — жене: — Колин Гибонс, 18 год и 237 дана (2012)
- Најстарији учесник - мушкарци: Родман Русел, 28 год и 346 дана (2004)
- Најстарији учесник - жене: — Колин Гибонс, 18 год и 237 дана (2012)
- Највише учешћа: 2 х Родман Телтул 2012. и 2016.
- Прва медаља: —
- Најмлађи освајач медаље — мушкарци: —
- Најстарији освајач медаље — мушкарци: —
- Најмлађи освајач медаље — жене: —
- Најстарији освајач медаље — жене: —
- Прва златна медаља: -
- Највише медаља: —
- Најбољи пласман Палауа по билансу медаља: —
- Најбољи пласман Палауа на табела успешности: —